# 인주문화재단
인주문화재단은 문화예술의 발전을 위하여 신인 미술작가를 발굴지원 육성하고, 미술작품을 수집하고 전시보존연구하여 주민과 청소년들의 정신문화발전에 기여할 목적으로 2000년 12월 9일 설립된 문화체육관광부 소관의 재단법인이다. 사무실은 서울특별시 중구 남산동 1가 6-1에 있다.

## 주요 사업
- 신인미술작가 발굴지원 육성
- 미술공예작품의 수집전시보존 및 연구
- 미술관 설립 운영
- 기타 법인의 목적달성을 위한 사업